# Rynek w Olsztynie (województwo śląskie)
Plac Marszałka Józefa Piłsudskiego w Olsztynie, Rynek w Olsztynie – centrum założenia miejskiego Olsztyna w powiecie częstochowskim.

## Historia
Rynek w Olsztynie istniał co najmniej od XIV wieku; w postaci zbliżonej do obecnej został wytyczony w 1. połowie XVIII wieku. Rynek olsztyński aż do okresu międzywojennego posiadał zabudowę drewnianą i pozbawiony był jakiejkolwiek zieleni na płycie, a powierzchnia Rynku była nierówna. Zabudowa nie była zwarta – miała charakter luźny, na środku znajdowała się studnia artezyjska. W dwudziestoleciu międzywojennym wprowadzono częściowo zabudowę murowaną, m.in. budynek Urzędu Gminy (w 1926 roku), a także zrealizowano chodniki (w 1929 roku). Kolejne zmiany przyniosły lata 60. XX wieku, kiedy to wprowadzono zieleń (skwer) w części południowej, przed Urzędem Gminy. Północną część przeznaczono wówczas na cele komunikacyjne (obecnie jest tam przystanek autobusowy). Zlikwidowano też wtedy resztę zabudowy drewnianej, m.in. wprowadzając pawilony handlowe we wschodniej pierzei. Po 1990 w części północnej zbudowano rondo w kształcie elipsy. W 2013 rynek został poddany pracom rewitalizacyjnym – zbudowano fontannę, usunięto zieleń i wprowadzono w miejsce skweru dwa szpalery niskich drzew podświetlanych nocą. Pozostawiono też rondo. Nad płytą Rynku umieszczono rzeźbę balansującą autorstwa Jerzego Kędziory. Postawiono także szklaną gablotę z makietą zamku w Olsztynie w skali 1:100.
XV-wieczny układ urbanistyczny Olsztyna wraz z Rynkiem został wpisany do rejestru zabytków nieruchomych województwa śląskiego 31 marca 1953 roku (numer rejestru R/402/52), 29 czerwca 1970 roku (numer rejestru 1159/70) oraz 20 lutego 1978 (numer rejestr 23/76/A).

## Architektura
- budynek Urzędu Gminnego z salą domu ludowego (nr 15) z 1926 roku[3], obecnie Gminny Ośrodek Kultury i Biblioteka[2]
- rzeźba balansująca W nieskończoność Jerzego Kędziory[7]

## Galeria

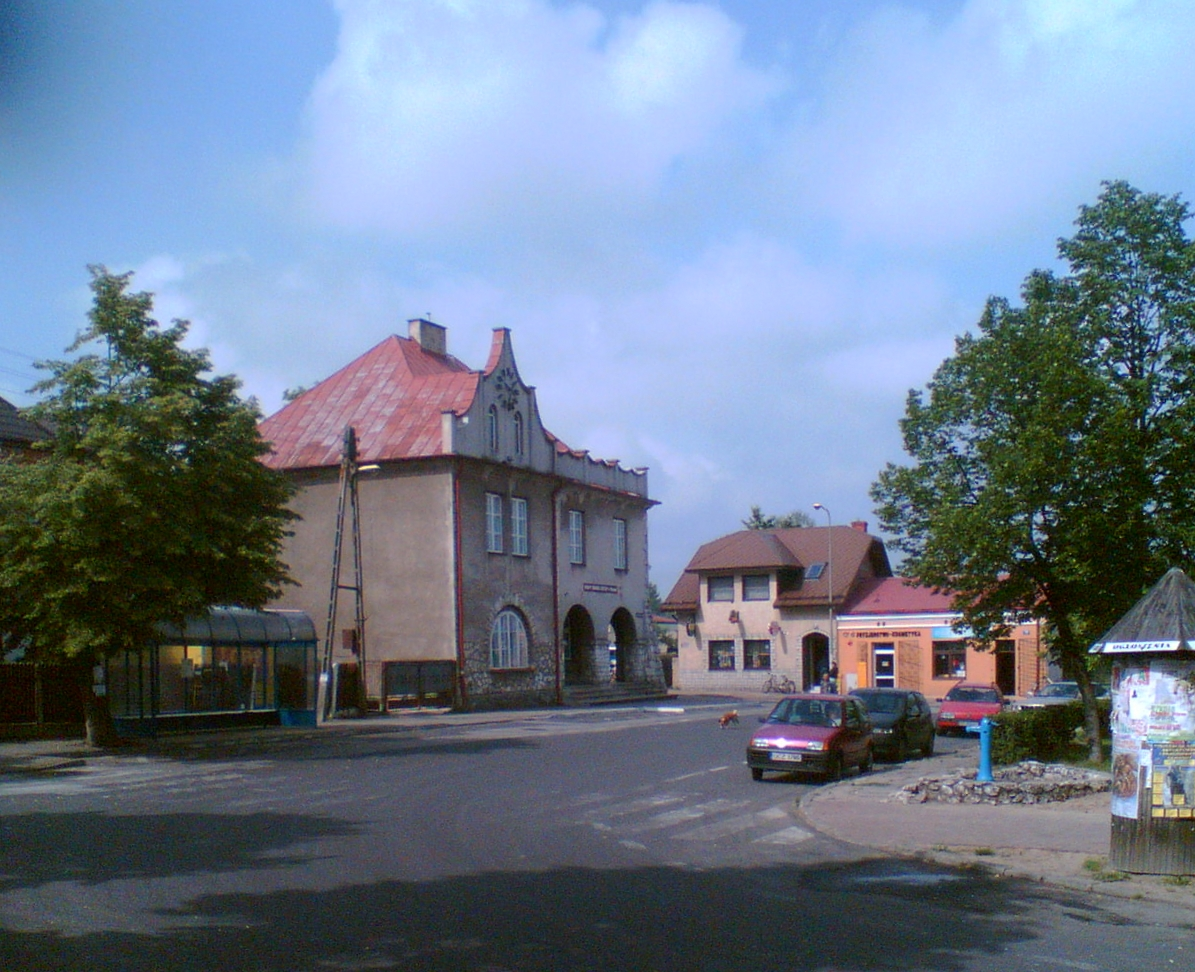
Pierzeja południowa i zachodnia, z prawej studnia (przed 2009)
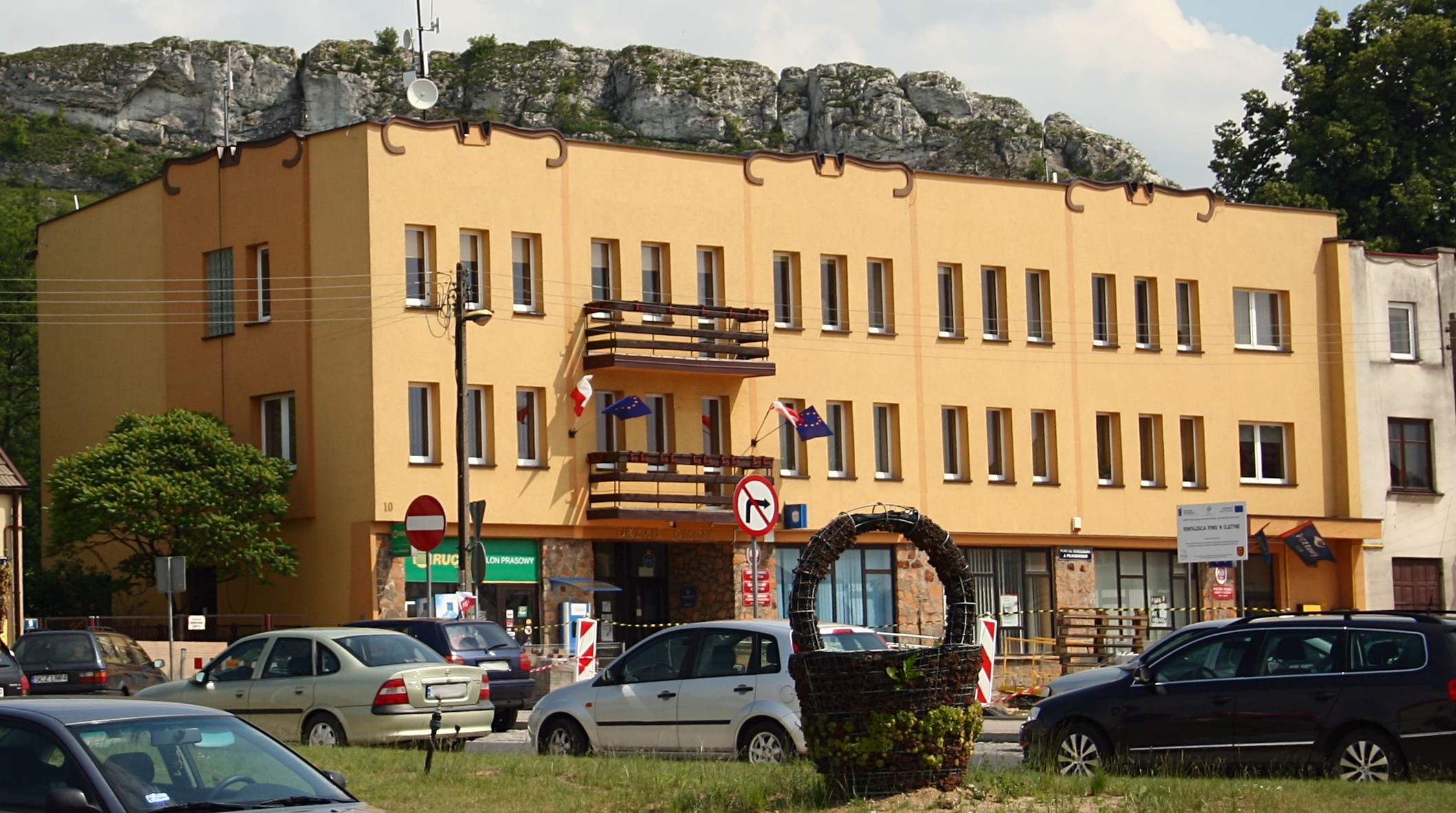
Budynek urzędu gminy Olsztyn, pierzeja wschodnia (2012)
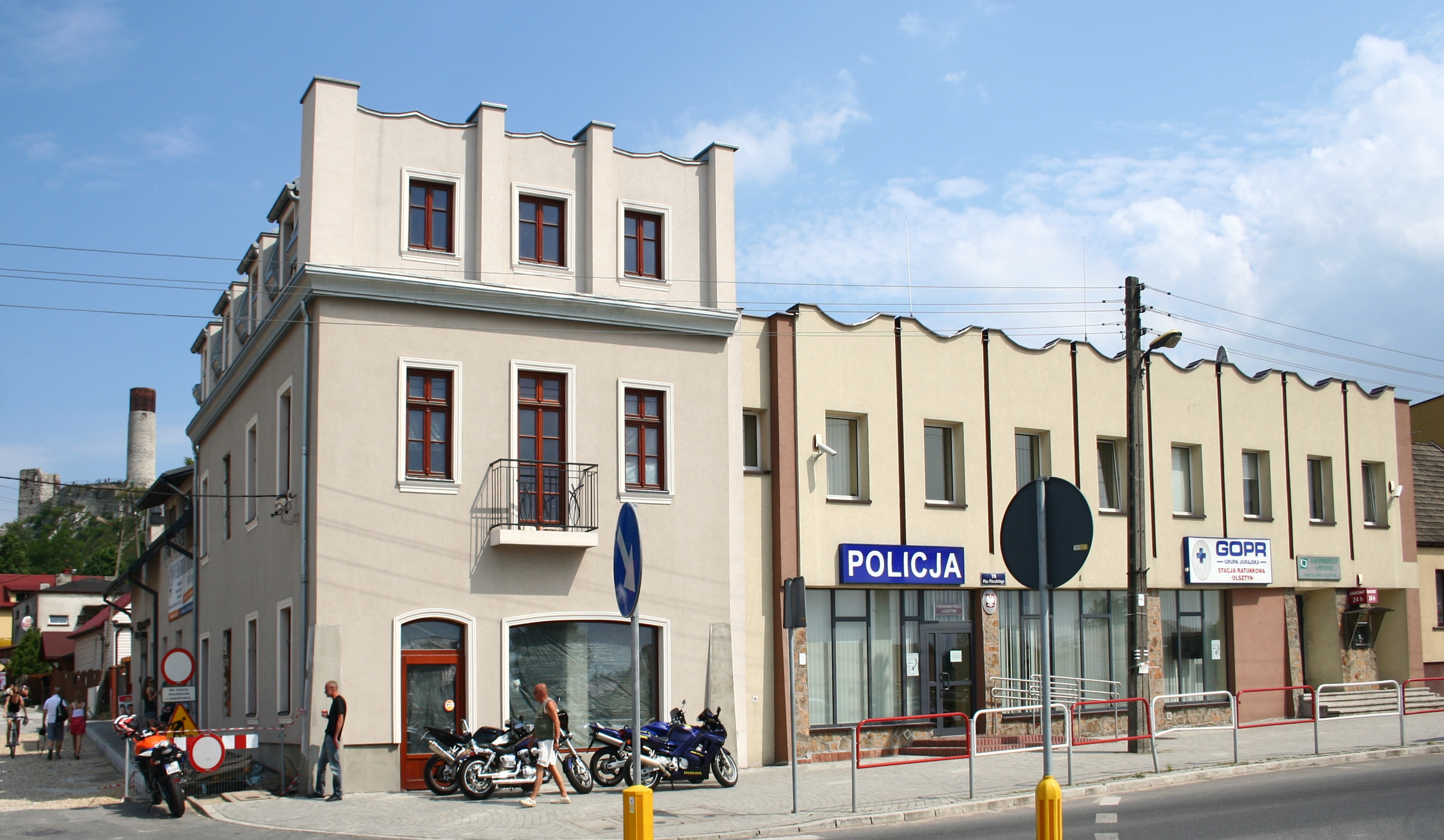
Komisariat policji, pierzeja wschodnia (2012)
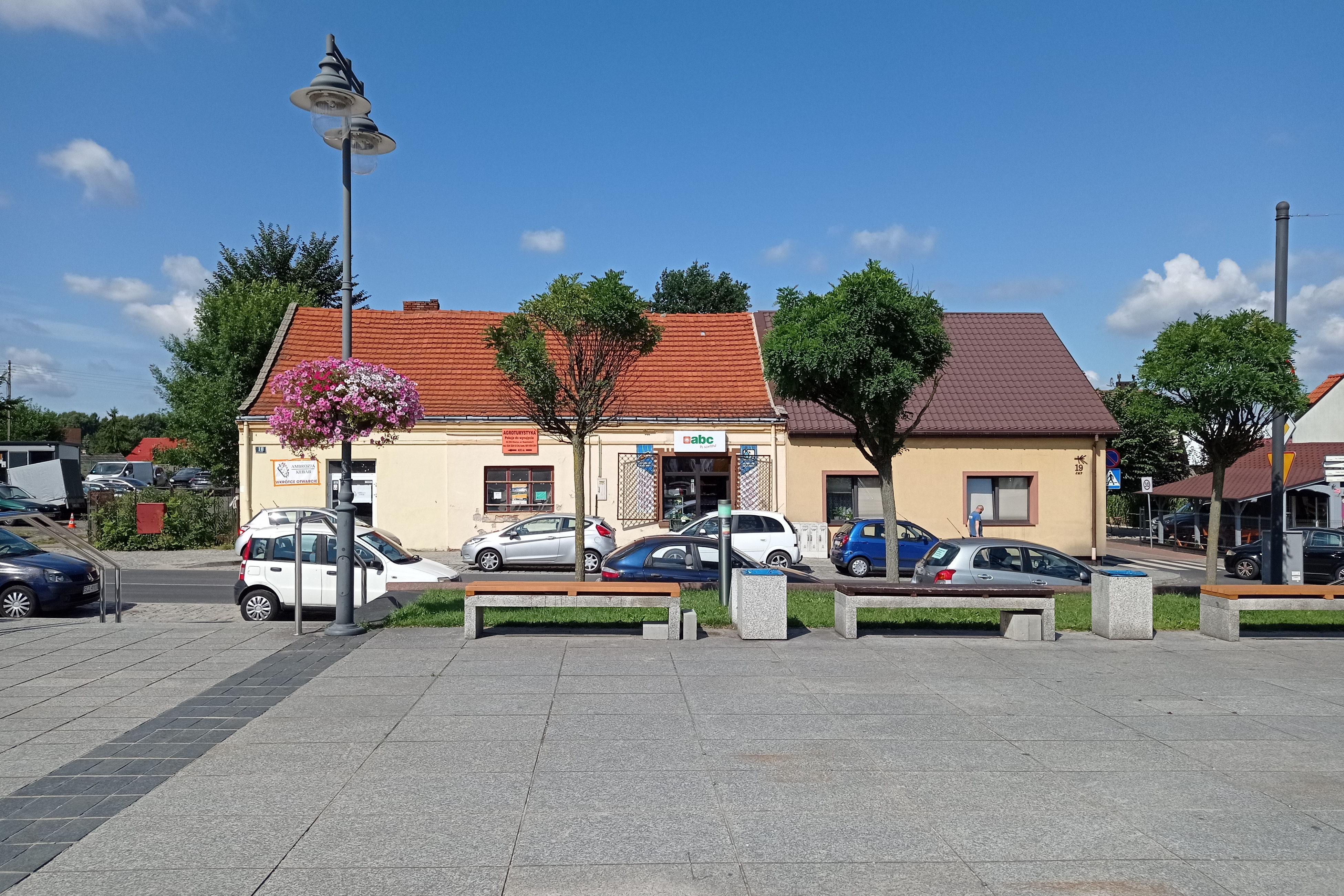
Domy pod numerami 18 i 19, pierzeja zachodnia (2021)
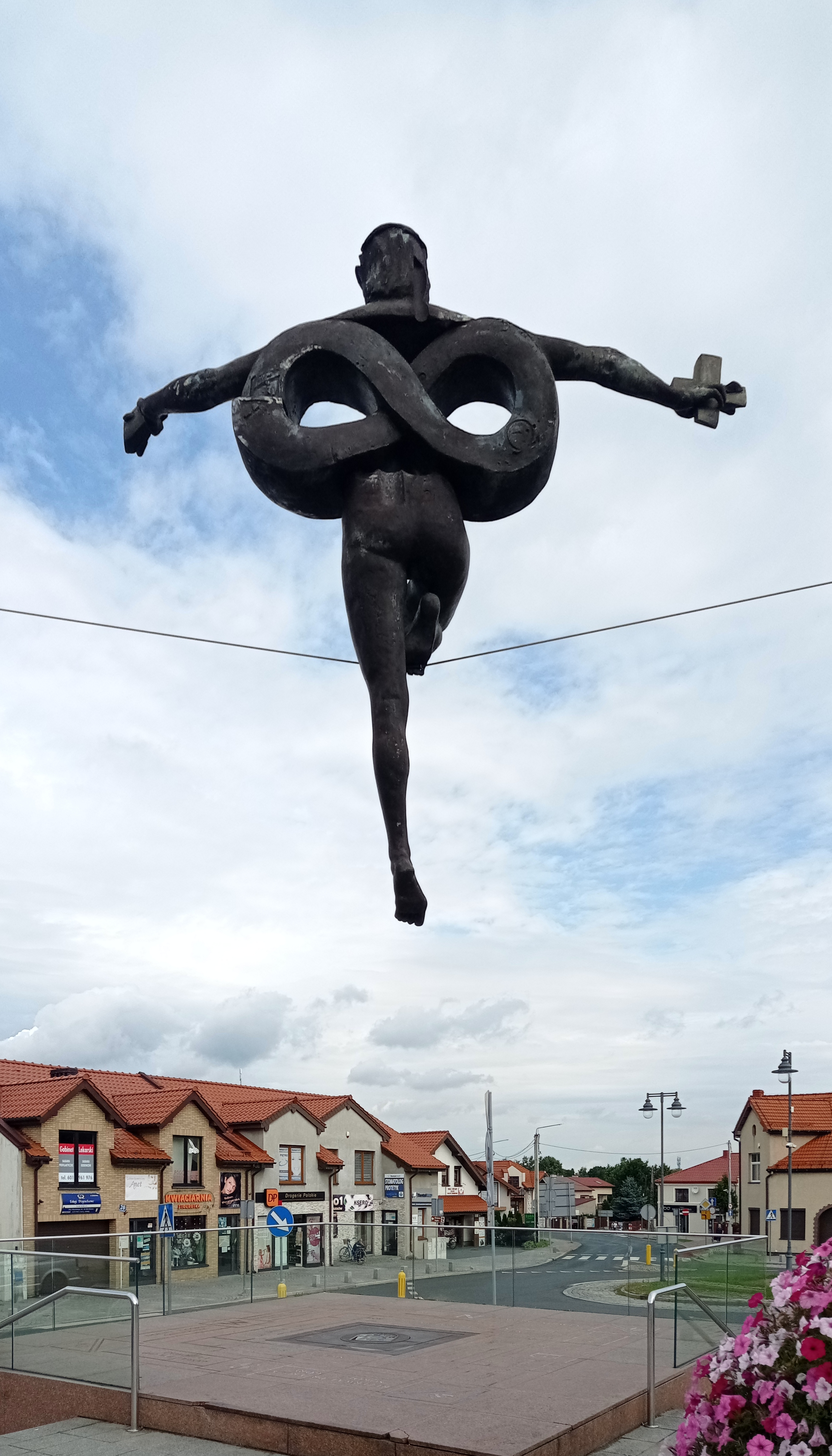
Rzeźba W nieskończoność (2021)